# واکاسو

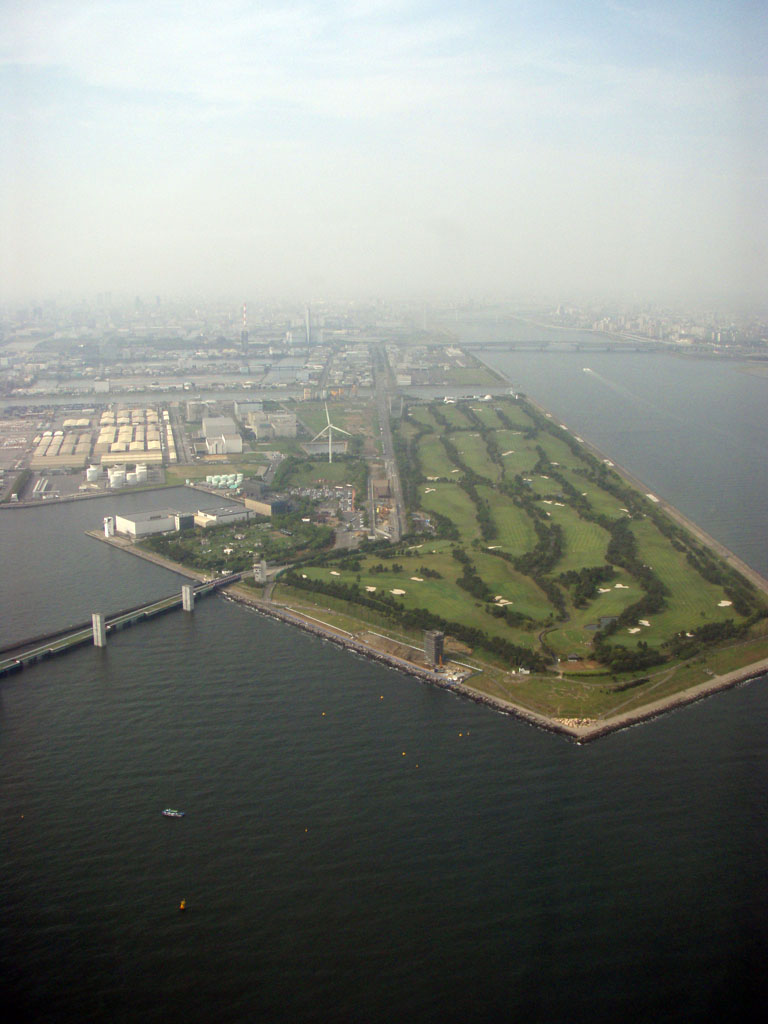
پارک ساحلی واکاسو

واکاسو (به ژاپنی: 若洲 Wakasu) یکی از محله‌های توکیو پایتخت ژاپن است که در منطقهٔ کوتو واقع شده‌است. پارک ساحلی واکاسو در این محله است.